# Saint-Martin-Vésubie
Saint-Martin-Vésubie – miejscowość i gmina we Francji, w regionie Prowansja-Alpy-Lazurowe Wybrzeże, w departamencie Alpy Nadmorskie.
Według danych na rok 1990 gminę zamieszkiwało 1041 osób, a gęstość zaludnienia wynosiła 11 osób/km² (wśród 963 gmin regionu Prowansja-Alpy-Lazurowe Wybrzeże Saint-Martin-Vésubie plasuje się na 375 miejscu pod względem liczby ludności, natomiast pod względem powierzchni na miejscu 41). 
W 1882 w miejscowości urodził się polski generał Włodzimierz Zagórski. 
W latach 1989–2014 merem miejscowości był Gaston Franco.